# Isla Redonda (Palmitos)
Isla Redonda (en portugués: Ilha Redonda) es una pequeña isla y balneario de aguas termales ubicadas en el municipio de Palmitos, al oeste del estado de Santa Catarina, está situado a orillas del río Uruguay, la frontera de Santa Catarina y Río Grande del Sur.